# کارلا برنز
کارلا برنز (انگلیسی: Karla Burns; ۲۴ دسامبر ۱۹۵۴ – ۴ ژوئن ۲۰۲۱) خواننده، خواننده اپرا، و بازیگر اهل ایالات متحده آمریکا بود. وی بین سال‌های ۱۹۷۷ تا ۲۰۲۰ میلادی فعالیت می‌کرد.
وی همچنین برندهٔ جوایزی همچون جوایز لارنس الیویه شده‌است.